# Turks and Troubles
Turks and Troubles è un cortometraggio muto del 1917 diretto da Lawrence Semon (Larry Semon).

## Produzione
Il film fu prodotto dalla Vitagraph Company of America.

## Distribuzione
Distribuito dalla Greater Vitagraph (V-L-S-E), il film - un cortometraggio in una bobina - uscì nelle sale cinematografiche statunitensi il 26 marzo 1917.
Ne venne fatta una riedizione che fu distribuita sul mercato americano il 1º dicembre 1919.